# مسار الريح
مسار الريح هو مصطلح في علم الأرصاد الجوية يتم استخدامه لتصنيف أو تحديد إجمالي المسافة التي قطعتها الريح (أو مقدار تلك الريح) على مدار فترة معينة. وتجمع القراءات باستخدام مقياس الريح (الذي يكون دائمًا جزءًا من محطة رصد جوي).
يمكن أن يساعد مسار الريح في تحديد معدل تبخر الرطوبة على منطقة معينة. ويمكن أن يفيد أيضًا في تحديد ارتفاع الأمواج التي قد تواجه المسطحات المائية الكبيرة. حيث تنتج مسارات الريح الأطول موجات أعلى فوق المياه المفتوحة. ويمكن أن يُستخدم مسار الريح أيضًا في تحديد أماكن العنفة الريحية.